# Schistidium steerei
Schistidium steerei är en bladmossart som beskrevs av Ryszard Ochyra 1987. Schistidium steerei ingår i släktet blommossor, och familjen Grimmiaceae. Inga underarter finns listade i Catalogue of Life.